# Marcus Ekenberg
Ulf Marcus Daniel Ekenberg (Ysane, 16 giugno 1980) è un calciatore svedese, attaccante del Sölvesborgs GoIF.

## Carriera

### Club
Nel 1997 ha debuttato in prima squadra con il club in cui è cresciuto, il Mjällby AIF. Ha segnato il suo primo gol nel maggio dello stesso anno, durante una partita contro l'IFK Malmö in Division 1.
Nel 2000 si è trasferito all'Helsingborg, ma l'allenatore Nanne Bergstrand non gli ha concesso molto spazio, così è tornato al Mjällby a titolo temporaneo. Terminato il prestito, Ekenberg è rientrato alla base, trovando un minutaggio leggermente maggiore rispetto alla precedente parentesi.
Nel 2003 scende in terza serie tornando a vestire, questa volta a titolo definitivo, la maglia del Mjällby. Due anni più tardi il club torna in Superettan. Nel 2009, con i suoi 19 gol e 11 assist, Ekenberg contribuisce alla promozione nella massima serie.
Nel luglio del 2014 si rompe una gamba ed è costretto a terminare in anticipo la stagione. La lunghissima parentesi con il Mjällby è terminata al termine della stagione 2016, trascorsa in terza serie dopo la duplice retrocessione giunta nei due anni precedenti.

### Nazionale
Nel 2000 ha giocato una partita con la maglia della nazionale svedese Under-21.

## Palmarès

### Club

#### Competizioni nazionali
- Superettan: 1

Mjällby: 2009
- Division 2: 1

Mjällby: 2004